# Thoosa armata
Thoosa armata är en svampdjursart som beskrevs av Topsent 1888. Thoosa armata ingår i släktet Thoosa och familjen borrsvampar. Inga underarter finns listade i Catalogue of Life.